# Bisphosphoglycérate mutase
Ne doit pas être confondu avec phosphoglycérate mutase.
La bisphosphoglycérate mutase (BPGM) est une enzyme spécifique aux érythrocytes et aux cellules du placenta catalysant l'isomérisation du 1,3-bisphospho-D-glycérate (1,3-BPG) produit au cours de la glycolyse en 2,3-bisphospho-D-glycérate, qui a la propriété de stabiliser la forme désoxy de l'hémoglobine et donc de rendre plus efficace le transport de l'oxygène dans le sang sous faible pression partielle d'O2 en adaptant la courbe d'affinitité en conséquence.
|         | {\displaystyle \rightleftharpoons } |                            |
| 1,3-BPG |                                     | 2,3-Bisphospho-D-glycérate |
Cette réaction n'est physiologiquement utile qu'en présence d'hémoglobine, où le 2,3-BPG a pour effet de provoquer la libération de l'oxygène lié à l'oxyhémoglobine en stabilisant la désoxyhémoglobine. C'est la raison pour laquelle on ne trouve la BPGM que dans les érythrocytes et le placenta : dans ce dernier, il permet de mettre de plus grandes quantités d'oxygène à disposition du fœtus.